# Roy Kellerman
Roy Kellerman, född 14 mars 1915 i Macomb County, Michigan, död 22 mars 1984 i Saint Petersburg, Florida, var en amerikansk Secret Service-agent. Han är känd för att ha varit chef för Secret Services Vita huset-enhet och president John F. Kennedys närmaste livvakt vid besöket i Dallas den 22 november 1963.
I filmen Parkland från 2013 spelas Roy Kellerman av Tom Welling.